# Dusičnan thallný
Dusičnan thallný je anorganická sloučenina s chemickým vzorcem TlNO3.

## Příprava
Dusičnan thallný může být připraven reakcí jodidu thallného s kyselinou dusičnou, ale jednodušeji jej lze připravit z kovového thallia, hydroxidu nebo uhličitanu:
TlOH + HNO3 → TlNO3 + H2O
Tl2CO3 + 2 HNO3 → 2 TlNO3 + CO2 + H2O

## Vlastnosti
Dusičnan thallný je hygroskopická bezbarvá látka bez zápachu, která tvoří krystaly kosočtverečné soustavy. Při zahřívání se rozkládá za vzniku oxidů dusíku a oxidu thallného. Je rozpustný ve vodě a při zahřívání se jeho rozpustnost značně zvyšuje.

## Toxicita
Dusičnan thallný je velmi toxický. Díky rozpustnosti ve vodě se dusičnan thallný vstřebává také kůží.